# Catalunya al Senat
Catalunya al Senat (en castellano Cataluña en el Senado) fue un grupo parlamentario del Senado de España en funcionamiento durante la II legislatura, formado por una coalición de partidos catalanes de carácter nacionalista: Convergència i Unió (CiU) y Esquerra Republicana de Catalunya (ERC).
La coalición fue creada para concurrir a las elecciones generales de 1982 y obtuvo siete senadores: uno en la circunscripción de Barcelona (correspondiente a ERC), 3 en la de Gerona (2 para CiU y 1 para ERC), 2 en la de Lérida (ambos para CiU) y 1 en Tarragona (también de CiU). A los siete senadores elegidos en las elecciones de 1982 se unieron otros dos senadores designados por el Parlamento de Cataluña (uno de ERC y otro de CiU). Tres senadores de Unión de Centro Democrático por Canarias se unieron al grupo para permitir su constitución, pasando inmediatamente después al Grupo Centrista. En abril de 1983, los tres senadores de ERC pasaron al Grupo Mixto, con lo que el grupo quedó en 6 senadores. Cuando en junio de 1984, el Parlamento de Cataluña renovó los senadores de designación autonómica, Catalunya al Senat ganó dos escaños, al asignarse tres a CiU y ninguno a ERC, quedando en 8 senadores.